# 2006 في المملكة المتحدة
فيما يلي قوائم الأحداث التي وقعت خلال عام 2006 في المملكة المتحدة.

## سياسة

### تعيين في المنصب
- 1 يناير – بارفين كومار رئيس الجمعية الطبية البريطانية.
- 5 مايو – ألان جونسون وزير التعليم [الإنجليزية]‏.
- 5 مايو – جاك سترو زعيم مجلس العموم [الإنجليزية]‏.
- 5 مايو – ديفيد ميلباند Secretary of State for Environment, Food and Rural Affairs [الإنجليزية]‏.
- 5 مايو – رث كيلي Secretary of State for Housing, Communities and Local Government [الإنجليزية]‏.
- 2 يونيو – دافيد تريمبل عضو مجلس اللوردات.

### انتهاء فترة المنصب
- 5 مايو – ألان جونسون وزير الدولة للأعمال والتجارة [الإنجليزية]‏.
- 5 مايو – جاك سترو وزير الدولة للشؤون الخارجية وشؤون الكومنولث [الإنجليزية]‏.
- 5 مايو – ديفيد ميلباند Minister of State for Communities and Local Government [الإنجليزية]‏.
- 5 مايو – رث كيلي وزير التعليم [الإنجليزية]‏.

## رياضة
- 1 يناير – بطولة ويمبلدون 2006
- 1 يناير – كأس الأساتذة للتنس 2006
- 11 يونيو – جائزة بريطانيا الكبرى 2006 الفائز فرناندو ألونسو.
- 2 يوليو – جائزة بريطانيا الكبرى للدراجات النارية 2006

## أفلام
من الأفلام التي صدرت هذه السنة في المملكة المتحدة:
- 1 يناير – آخر ملوك اسكتلندا من إخراج كيفين ماكدونالد.
- 1 يناير – أرض العميان من إخراج روبرت إدواردز.
- 1 يناير – الآنسة بوتر من إخراج كريس نونان.
- 1 يناير – الطريق إلى غوانتانامو من إخراج مايكل وينتربوتوم.
- 1 يناير – العالم الجديد من إخراج تيرينس ماليك.
- 1 يناير – المهجور من إخراج Nacho Cerdà [الإنجليزية]‏.
- 1 يناير – إيراغون من إخراج Stefen Fangmeier [الإنجليزية]‏.
- 1 يناير – بينلوبي من إخراج مارك بالانسكي [الإنجليزية]‏.
- 1 يناير – دي أو أي : ميت أو حي من إخراج كوري يون.
- 1 يناير – ديجا فو من إخراج توني سكوت.
- 1 يناير – رقم الحظ سليفين من إخراج Paul McGuigan (director) [الإنجليزية]‏.
- 1 يناير – ستة وستين من إخراج باول ويلاند.
- 1 يناير – سنة جيدة من إخراج ريدلي سكوت.
- 1 يناير – مركز التجارة العالمي من إخراج أوليفر ستون.
- 1 يناير – مطرقة الساحرات
- 1 يناير – هذه هي إنجلترا من إخراج شاين ميدوز.
- 28 أبريل – يونايتد 93 من إخراج بول غرينغراس.
- 22 مايو – رجال-إكس: الوقفة الأخيرة من إخراج بريت راتنر.
- 4 أغسطس – بورات من إخراج لاري تشارلز.
- 18 أغسطس – تسوتسي من إخراج جافن هود.
- 31 أغسطس – البستاني المخلص من إخراج فرناندو ميريليس.
- 3 سبتمبر – أطفال الرجال من إخراج ألفونسو كوارون.
- 15 سبتمبر – الملكة من إخراج ستيفن فريرز.
- 16 سبتمبر – دليل من إخراج جون مادن.
- 17 أكتوبر – العظمة من إخراج كريستوفر نولان.
- 17 أكتوبر – هدف من إخراج داني كانون.
- 14 نوفمبر – كازينو رويال من إخراج مارتن كامبل.
- 5 ديسمبر – الإجازة من إخراج نانسي مايرز.
- 11 ديسمبر – ثاء رمزا للثأر من إخراج James McTeigue [الإنجليزية]‏.
- 15 ديسمبر – الفوضى من إخراج توني جيجليو.
- 17 ديسمبر – ليلة في المتحف من إخراج شون ليفي.

## برامج ومسلسلات وأنمي
- بينغو

## موسيقى

### أغاني
من الأغاني التي صدرت هذه السنة في المملكة المتحدة:
- 23 أكتوبر – إعادة تأهيل من غناء إيمي واينهاوس.

## كتب
من الكتب التي صدرت هذه السنة في المملكة المتحدة:
- 2 أكتوبر – وهم الإله من تأليف ريتشارد دوكينز.
- 5 أكتوبر – كتاب الجهل العام من تأليف John Mitchinson (researcher) [الإنجليزية]‏، جون لويد (كاتب).
- 1 ديسمبر – ويكينومكس من تأليف أنتوني دي. وليامز [الإنجليزية]‏.

## وفيات

### يناير
- 25 يناير – روبن كومبس (مواليد 1921)
- 27 يناير – فيليس مدفورد كينغ (مواليد 1905) لاعبة كرة مضرب من المملكة المتحدة.
- 31 يناير – مويرا شيرر (مواليد 1926)

### فبراير
- 9 فبراير – رون غرينوود (مواليد 1921) لاعب ومدرب كرة قدم إنجليزي.
- 20 فبراير – راي بيكريل (مواليد 1938) متسابق دراجات نارية من المملكة المتحدة.

### مارس
- 1 مارس – بيتر أوسغود (مواليد 1947) لاعب كرة قدم إنجليزي.
- 7 مارس – جون جونكين (مواليد 1930)
- 13 مارس – جيمي جونستون (مواليد 1944) لاعب كرة قدم إنجليزي.
- 13 مارس – روي كلارك (مواليد 1925) لاعب كرة قدم إنجليزي.

### أبريل
- 24 أبريل – برايان لابون (مواليد 1940) لاعب كرة قدم إنجليزي.

### يوليو
- 1 يوليو – لويس جاكوبس (مواليد 1920)
- 3 يوليو – كارول ماثر (مواليد 1919) سياسي من المملكة المتحدة.
- 7 يوليو – سيد باريت (مواليد 1946)
- 11 يوليو – جون سبنسر (مواليد 1935) لاعب سنوكر من المملكة المتحدة.

### سبتمبر
- 1 سبتمبر – مايك ريان (مواليد 1930) لاعب كرة قدم من المملكة المتحدة.
- 2 سبتمبر – تشارلي وليامز (مواليد 1928) لاعب كرة قدم بريطاني.
- 23 سبتمبر – مالكولم أرنولد (مواليد 1921)

### أكتوبر
- 4 أكتوبر – توم بيل (مواليد 1933)
- 9 أكتوبر – بول هنتر (مواليد 1978) لاعب سنوكر من المملكة المتحدة.
- 18 أكتوبر – أنا رسل (مواليد 1911)
- 20 أكتوبر – إريك نيوبى (مواليد 1919) كاتب بريطاني.
- 24 أكتوبر – وليام مونتغمري واط (مواليد 1909)
- 25 أكتوبر – بول أبليمان (مواليد 1927)
- 26 أكتوبر – ديريك جونز (مواليد 1929) لاعب كرة قدم إنجليزي.

### نوفمبر
- 29 نوفمبر – الن كار (مواليد 1934) كاتب بريطاني.